# هم‌پر (پهپاد)

واژه لویال وینگمن نام پیشین طرح ام‌کیو-۲۸ گوست بت بوده‌است.

پهپاد هم‌پَر یا وینگمن (به انگلیسی: loyal wingman) مفهومی پیشنهادی برای توسعه پهپاد رزمی است. چنین هواگرد بی‌سرنشینی می‌تواند از هوش مصنوعی (AI) بهره بگیرد و با هواگردهای سرنشین‌دار جنگی آینده، از جمله انواع جنگنده نسل ششم و بمب‌افکن‌ها مانند بی-۲۱ ریدر همکاری کند. همچنین انتظار می‌رود پهپاد هم‌پر نسبت‌به پهپادهای رزمی کنونی به هواگردهای سرنشین‌دار شبیه‌تر باشد، و همزمان عملیاتش در میدان نبرد بسیار ارزان‌تر باشد.

## ویژگی‌ها
پهپاد هم‌پر یک هواگرد نظامی با هوشمندی مصنوعی درونی و توانایی حمل و به‌کارگیری مهمات نظامی قابل توجه است. پیش‌بینی می‌شود که سامانه هوش مصنوعی به‌طور چشمگیری سبک‌تر و کم‌هزینه‌تر از یک خلبان انسانی همراه با سامانه‌های پشتیبان حیات مرتبط باشد، اما قابلیت‌های مشابهی را در پرواز هواپیما و اجرای مأموریت نشان دهد.
برخی از طرح‌های مفهومی برپایه طراحی یک هواپیما برای دو نقش متفاوت است؛ یکی به‌عنوان جنگنده نسل ششم همراه با سرنشین انسانی، و دیگری به‌عنوان هواگرد بی‌سرنشین مجهز به هوش مصنوعی جایگزین. برای نمونه بی‌ای‌ئی سیستمز پیش‌بینی می‌کند که پروژه تمپست بتواند در همان پیکربندی بدون خلبان نیز عمل کند.
حالت دیگر توسعه یک پهپاد هم‌پر کوتاه‌برد، کوچک‌تر و ارزان‌تر است تا درون هواگرد سرنشین‌دار حمل شود و بعداً به هوا پرتاب شود. طبعاً پهپاد نیز مهمات خودش را حمل می‌کند. این طرح از هواپیمای سرنشین‌دار در فضای نبرد محافظت می‌کند و هزینه کلی را نیز کاهش می‌دهد.

### نقش
هدف اصلی این است که نقش خلبان انسان به «فرمانده مأموریت» ارتقا یابد و سامانه (های) هوشمند به‌عنوان «وینگمن» رها شود تا با کنترل تاکتیکی خود به‌عنوان کاربری ماهر در یک هواگرد رباتیک با هزینه کمتر عمل کند.
هم‌پرها می‌توانند نقش‌های دیگری مانند «شناسایی (حسگر)، شلیک، حمل سلاح یا کاهش هزینه» را نیز به‌خوبی انجام دهند.

### توانایی‌ها
اگرچه این هواپیماهای بی‌سرنشین کسری از هزینه جنگنده‌های باسرنشین خواهند بود، اما آنها یک بار مصرف یا کوتاه‌دوام (موقت) نیستند. هم‌پرها داده‌های لازم و سامانه‌های دفاعی مناسب را برای دوام در میدان نبرد دارند. فرانک کندال، وزیر نیروی هوایی آمریکا، آن‌ها را نسخه‌های کنترل از راه دور غلاف‌های هدف‌گیری، غلاف‌های جنگ الکترونیک یا حامل‌های سلاح برای ارائه حسگرها و مهمات اضافی که میان قیمت و توانایی تعادل برقرار می‌کنند، توصیف کرده‌است.

## برنامه‌های درحال توسعه
مفهوم هم‌پر بی‌سرنشین در اوایل دهه ۲۰۰۰ مطرح شد و از آن زمان، کشورهایی مانند استرالیا، چین، ژاپن، روسیه، بریتانیا و آمریکا در حال تحقیق و توسعه معیارهای طراحی و فناوری‌های لازم هستند.

### استرالیا
بوئینگ استرالیا پیشتاز توسعه هواگرد هم‌پر ام‌کیو-۲۸ گوست بت برای نیروی هوایی سلطنتی استرالیا است و بی‌ای‌ئی سیستمز استرالیا بیشتر تجهیزات اویونیک را تأمین می‌کند. ام‌کیو-۲۸ اولین بار در سال ۲۰۲۱ پرواز کرد.

### آمریکا
هواگرد رزمی همکار برنامه نیروی هوایی آمریکا برای توسعه پهپاد رزمی هوشمند است و به‌طور کلی معادل «پهپاد هم‌پر» در نظر گرفته می‌شود.
برنامه نسل بعدی برتری هوایی نیروی هوایی آمریکا دست‌کم از سال ۲۰۱۴ آغاز شده‌است که شامل توسعه هواگرد رزمی همکار نیز هست. حداکثر پنج هواگرد رزمی همکار می‌توانند با یک جنگنده سرنشین‌دار همکاری کنند.
برنامه اسکای‌بورگ که حداقل از سال ۲۰۱۹ جریان دارد، در حال توسعه سامانه‌هایی برای عملیات پهپادهای هم‌پر در کنار جنگنده‌های سرنشین‌دار پیشرفته است. از بین چهار طرح رقیب، مشهورترین آنها کراتوس ایکس‌کیو-۵۸ والکری است. آزمایشگاه تحقیقات نیروی هوایی «طرح‌های سرنشین‌دار-بی‌سرنشین اسکای‌بورگ» خود را مانند عملیات‌های نبرد هوایی خودمختار(AACO) خواهد آزمود، و دارپا برنامه هوش مصنوعی تکامل نبرد هوایی(ACE) خود را آزمایش خواهد کرد. نرم‌افزار System for Autonomous Control of Simulation (SACS) برای رابط انسانی توسط کالسپن در حال توسعه است.

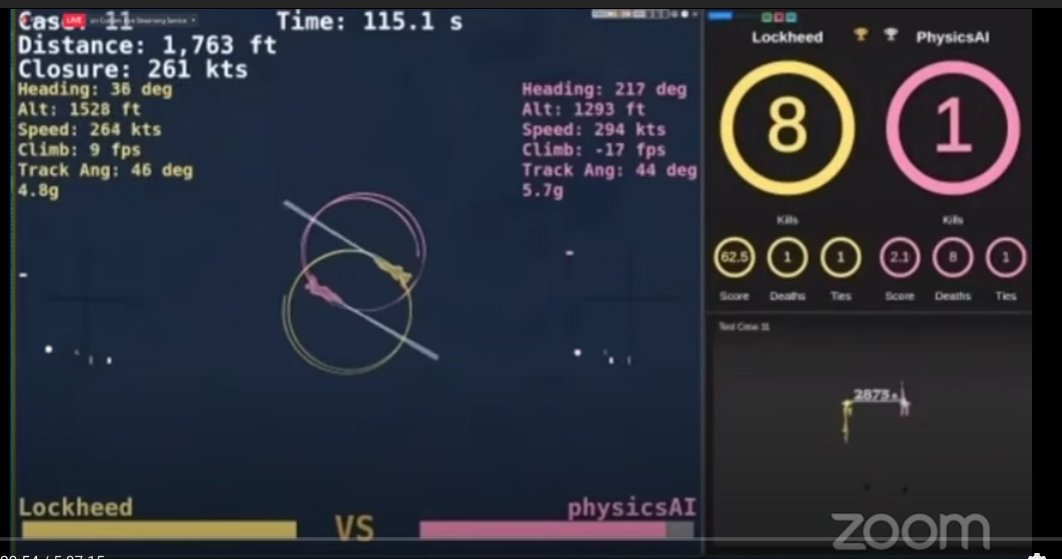
آزمایش‌های دارپا آلفاداگ‌فایت(ADTs)، ۲۰ اوت ۲۰۲۰

در سال ۲۰۲۰، دارپا آلفاداگ‌فایت پیش‌بینی کرد که برنامه‌های هوش مصنوعی که هواپیماهای جنگنده را به پرواز درمی‌آورند، با خلبان‌های انسان همخوانی دارند.

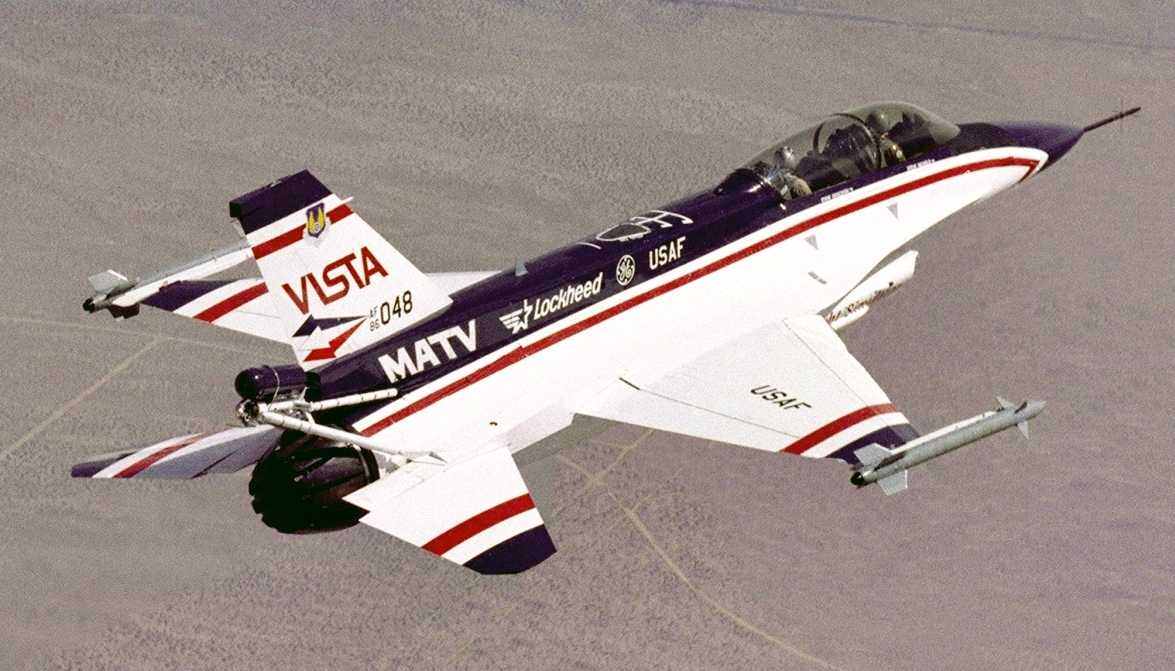
جنرال داینامیکس ایکس-۶۲ ویستا یک اف-۱۶ تغییر یافته‌است که می‌تواند به صورت مستقل پرواز کند و در صورت لزوم خلبان آزمایشی آن را به عهده بگیرد.

دو سامانه هوشمند مصنوعی خودمختار جایگزین در جنرال داینامیکس ایکس-۶۲ ویستا در مدرسه خلبانی آزمایشی نیروی هوایی نصب شده‌اند. هر دو سامانه هواپیما را در ۹ دسامبر ۲۰۲۲ به پرواز درآوردند. تا ۱۶ دسامبر ۲۰۲۲ ایکس-۶۲ ویستا هشت سورتی پرواز با استفاده از تکامل نبرد هوایی(ACE) و شش سورتی پرواز با استفاده از عملیات‌های نبرد هوایی خودمختار(AACO) با میانگین دو سورتی پرواز در روز انجام داده بود.
پروژه لانگ‌شاتِ جنرال اتمیکس برای حمل توسط هواپیمای سرنشین‌دار در نظر گرفته شده‌است که هنگام نیاز به هوا پرتاب می‌شود. این امکان برد کوتاه‌تری را برای پهپاد فراهم می‌کند و در عین حال محافظت پیشرفته را برای هواپیمای سرنشین‌دار رقم می‌زند. دارپا طرح جنرال اتمیکس را برای برنامه لانگ‌شات خود در سال ۲۰۲۲ اتخاذ کرد.
در سال ۲۰۲۲ هدر پنی پنج عنصر کلیدی را برای توسعه فعالانه هواگرد رزمی همکار، خلبانان از راه دور پهپادها و خلبانانی که به‌طور جداگانه در هواپیماهای سرنشین‌دار پرواز می‌کنند، عنوان کرد (همچنین به عنوان تیم خدمه‌دار-بی‌خدمه، یا تیم سرنشین‌دار-بی‌سرنشین نیز نامیده می‌شود).
1. مفاهیمی را ایجاد کنید که نقاط قوت هواگرد رزمی همکار و هواپیماهای خلبانی هم‌گروه را به حداکثر برساند.
2. کاربرها را در توسعه هواگرد رزمی همکار بگنجانید تا اطمینان حاصل کنید که از نحوه عملکردشان در فضای نبرد آگاه هستند.
3. جنگجویان باید بتوانند به خودمختاری هواگرد رزمی همکار وابسته باشند.
4. باید کنترل جنگجویان بر هواگرد رزمی همکار در عملیات پرتحرک تضمین شده باشد.
5. حجم کار انسان باید قابل مدیریت باشد.

تخمین زده می‌شود که یک هواگرد رزمی همکار بین یک دوم تا یک چهارم بهای ۸۰ میلیون دلاری یک اف-۳۵ هزینه داشته باشد. فرانک کندال، وزیر نیروی هوایی ایالات متحده، ناوگان اولیه ۱۰۰۰ فروند هواگرد رزمی همکار را مطرح کرده‌است.

### برزیل
در آوریل ۲۰۲۱، یک برنامه مطالعه و توسعه هواگرد هم‌پر بی‌سرنشین ملی بین نیروی هوایی برزیل و امبرائر آغاز شد. تکمیل پروژه تا پایان دهه ۲۰۲۰ پیش‌بینی شده‌است.

### بریتانیا
نیروی هوایی بریتانیا از سال ۲۰۱۵ یک برنامه هم‌پر بی‌سرنشین را توسعه داده‌است که نمایشگر فناوری آن، اسپریت موسکیتو قرار بود در سال ۲۰۲۰ پرواز کند. بودجه برنامه در ژوئن ۲۰۲۲ لغو شد، زیرا وزارت دفاع احساس می‌کرد که بهتر است هزینه‌ها برای پیشرفت‌های کمتر جاه‌طلبانه انجام شود.

### چین
چین دست‌کم از سال ۲۰۱۹ در حال مطالعه طرح هم‌پر بی‌سرنشین بوده و برخی از طرح‌های اولیه از بدنه را به نمایش گذاشته‌است. با این حال، اگرچه چین در حال حاضر پهپاد تولید می‌کند و فناوری هوش ازدحامی را به‌خوبی توسعه داده‌است، سطح نهایی برنامه‌ریزی‌شده خودمختاری یا هوش مصنوعی برای این سامانه‌ها روشن نیست.

### روسیه
روسیه برای ساختن پهپادهای هوشمند رزمی دست‌کم دو طرح سوخو اس-۷۰ اوختونیک و کرونشتات گروم را دنبال می‌کند. با این حال، اگرچه روسیه قبلاً پهپادهایی تولید کرده‌است، اما سطح نهایی خودمختاری و هوش مصنوعی در این پهپادها مشخص نیست.

### ژاپن
ژاپن در سال ۲۰۲۱ برنامه توسعه پهپاد هم‌پر را اعلام کرد و اولین دور بودجه را در سال ۲۰۲۲ صادر کرد. این پهپاد برای استقرار و حمل در جنگنده در حال توسعه میتسوبیشی اف-ایکس در نظر گرفته شده است.

### سوئد
شرکت سوئدی ساب با سرمایه‌گذاری داخلی، دست‌کم از سال ۲۰۲۲ تلاش‌هایی را برای توسعهٔ پهپاد پنهان‌کار فراصوت آغاز کرده است. این پهپاد که برخی آزمایش‌های اولیه مانند آزمایش تونل باد را پشت سر گذرانده است، همچون نمونه‌های مشابه دیگر، برای نقش همکاری و تکمیل هواگردهای نظامی ساخته می‌شود.

### فرانسه، آلمان و اسپانیا
اسپانیا، آلمان و فرانسه در توسعه طرح سامانه نبرد هوایی آینده افزون‌بر ساخت یک جنگنده شناساگریز نسل ششم، به‌دنبال توسعه یک پهپاد هم‌پر هستند.

### کره جنوبی
کره جنوبی قصد دارد افزون بر تولید جنگنده نسل جدید، کی‌اف-۲۱، چند نسخه پهپاد هم‌پر برای تیم شدن با هواپیماهای جنگی سرنشین‌دار توسعه دهد.

### هند
هال سی‌ای‌تی‌اس واریر یک پهپاد هم‌پر مجهز به هوش مصنوعی است که توسط شرکت هندوستان آیروناتیکس (HAL) برای طرح پیشنهادی سامانه تیمی هوایی رزمی (CATS) در حال توسعه است.

## فهرست هواگردهای هم‌پر بی‌سرنشین

پهپاد رزمی ایکس‌کیو-۵۸ والکری

چندین هواگرد هم‌پر بی‌سرنشین در مراحل آزمایش و توسعه هستند، از جمله؛
- بوئینگ ام‌کیو-۲۸ گوست بت - پیش‌نمونه و آزمایشهای پرواز
- جنرال داینامیکس ایکس-۶۲ ویستا - هواپیمای توسعه سامانه
- کراتوس ایکس‌کیو-۵۸ والکری - پیش‌نمونه و آزمایشهای پرواز
- کرونشتات گروم - در حال توسعه
- Spirit Mosquito - لغو شده
- سوخو اس-۷۰ اوختونیک - در حال توسعه با اویونیک ارتقایافته